# Hartkorn
Le hartkorn est une unité de mesure danoise utilisée dans l’agriculture pour évaluer la valeur de la terre. Elle s'exprime en tonneau de hartkorn.
Le nom vient à l'origine du fait que, malgré leur répartition inégale, les redevances foncières étaient évaluées sur un seul grain, le seigle ou l'orge, dit grain dur ou "hart".
Le calcul de ces prélèvements était le plus souvent consigné dans les registres fonciers, qui étaient ensuite utilisés par les propriétaires fonciers, lesquels étaient exemptés de prélèvements et avaient également le droit de calculer les impôts prélevés par l'État sur leurs paysans. Plus tard, le mot a fini par désigner une mesure de la dette.